# Agallia insularis
Agallia insularis är en insektsart som beskrevs av Berg 1884. Agallia insularis ingår i släktet Agallia och familjen dvärgstritar. Inga underarter finns listade i Catalogue of Life.